# 電子ペーパー

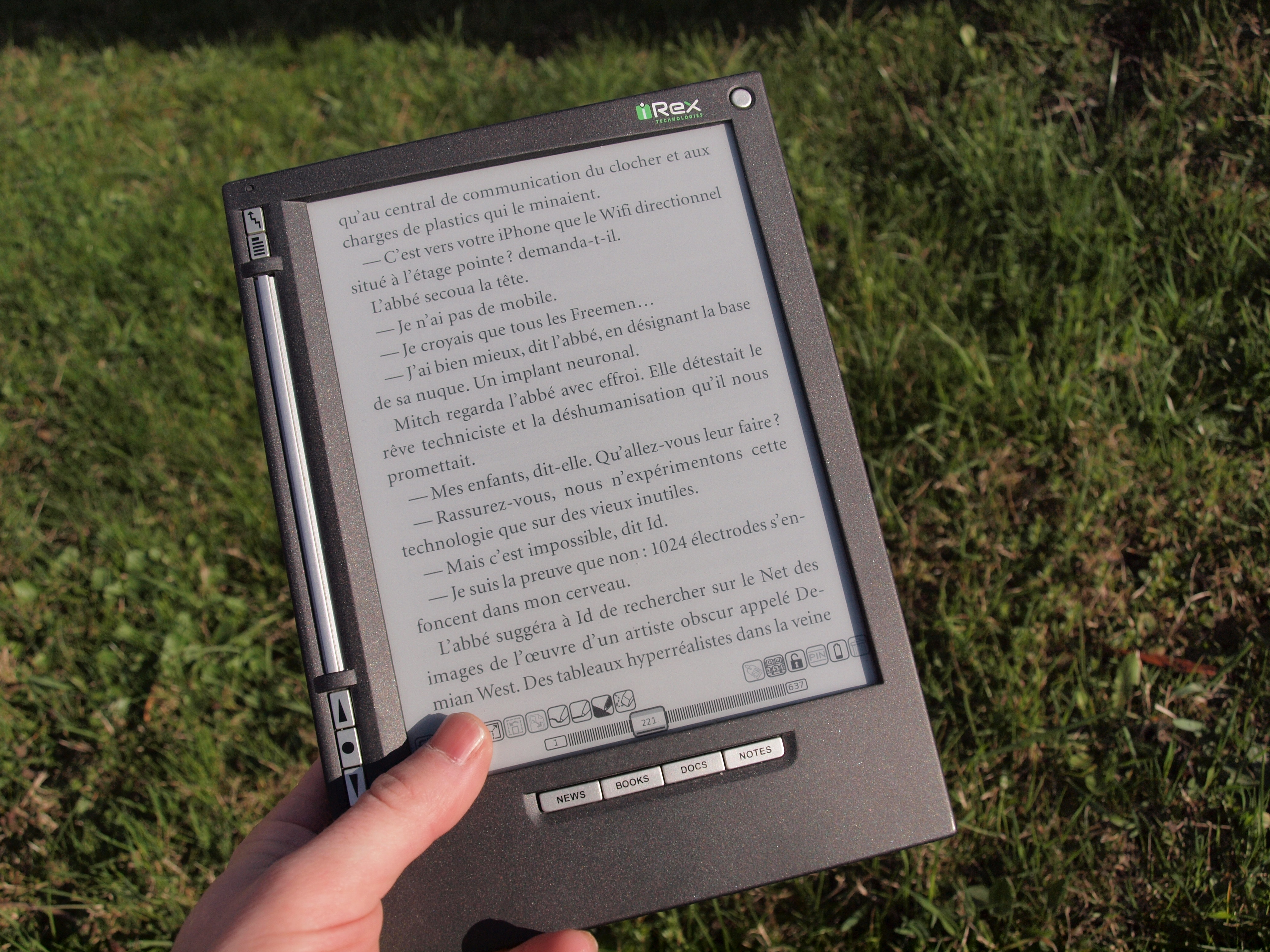
iLiad

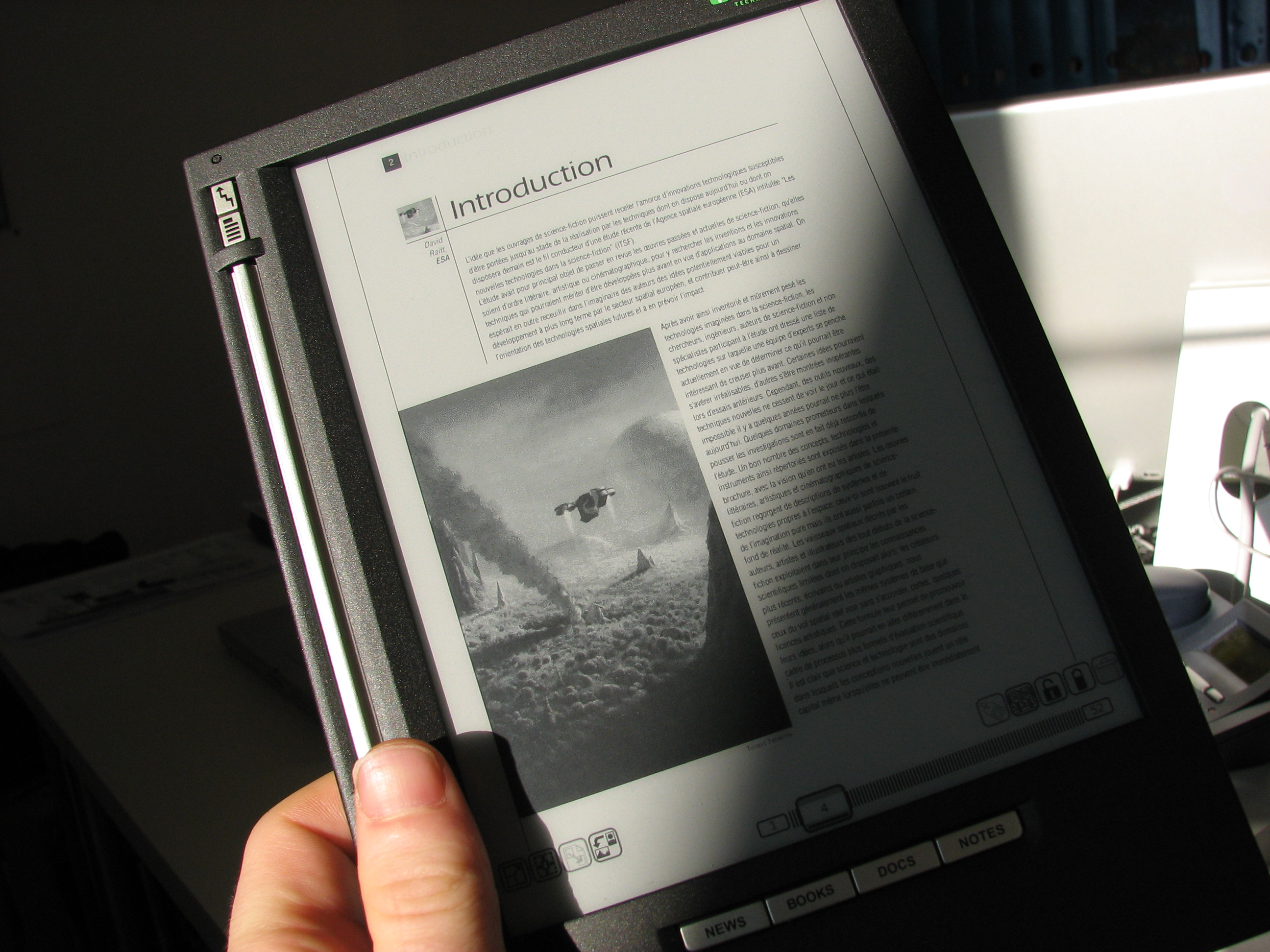

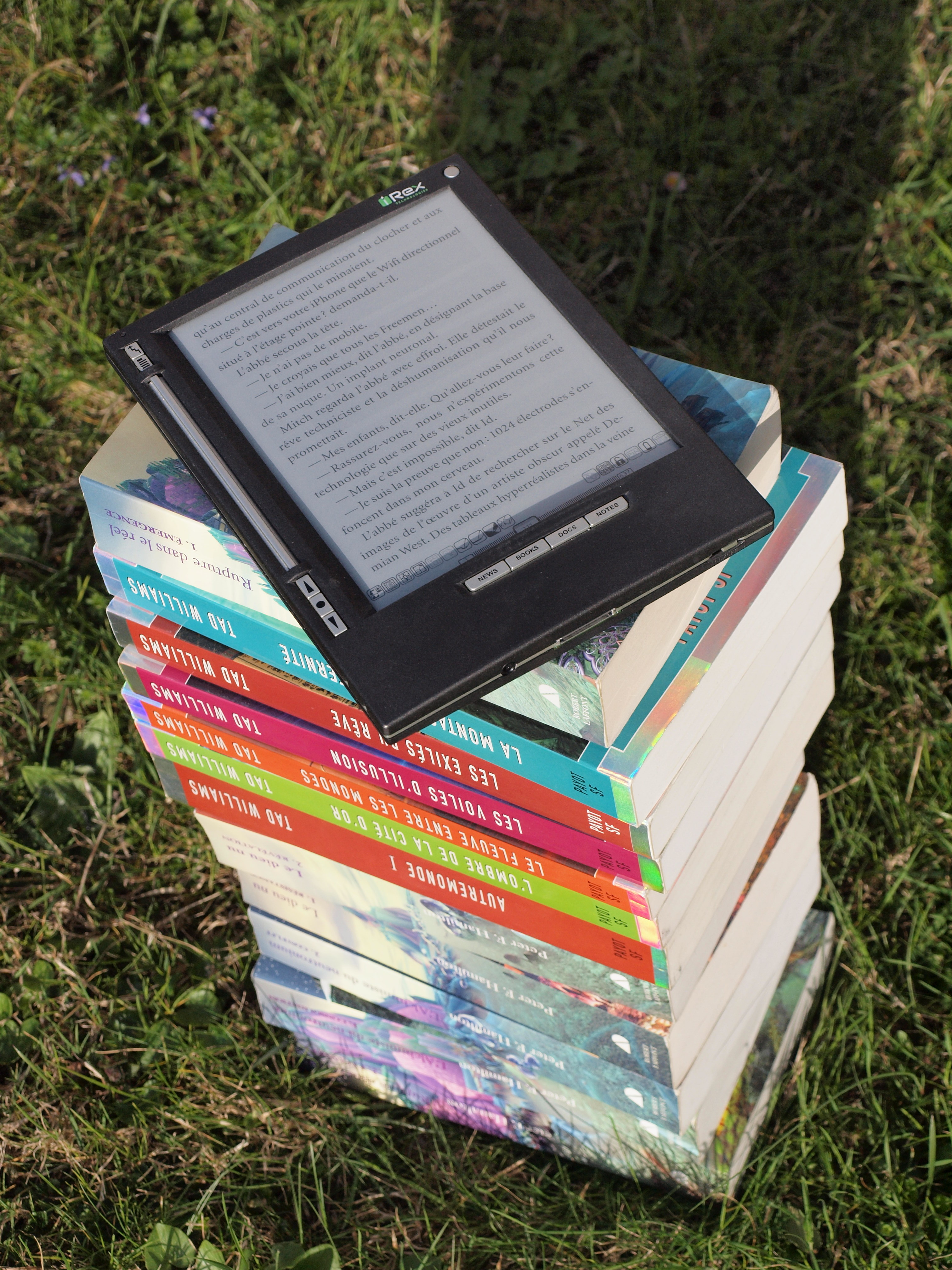

電子ペーパー（でんしペーパー）とは、紙の長所とされる視認性や携帯性を保った表示媒体のうち、表示内容を電気的に書き換えられるものをいう。Eインクまたは電子インクと呼ばれることもあるが、本来は一般名詞ではなく米Eインク社の商標である。
1970年代に米国ゼロックス社のパロアルト研究所に所属していたニック・シェリドンがGyriconと呼ばれる最初の電子ペーパーを開発した。Gyricon の構造は、半球を白、別の半球を黒に塗り分けた微小な球をディスプレイに多数埋め込んだものである。球の一部は静電気を帯びており、電界によって球を回転させて白地に黒い文字を表示し、数千回の書き換えに耐えた。
2000年代後半から電子ペーパーを利用した製品が一般的に販売されるまでに至り、今後は低価格化が普及の鍵とされる。

## 特徴
低消費電力
表示中に電力を消費しない、または極小で済む。書き換え時の消費電力も非常に少ない。
応答速度
電気泳動方式では非常に遅く動画用途に適さなかったが、電子粉流体は液晶より高速になっている。
高い視認性
紙と同じように反射光を利用して表示を行うため、視野角が広く直射日光に当たっても見易く、目に対する負担が少ない。暗所では別に照明が必要になる。
薄い、屈曲性
紙のように薄く作ることができる。表示基板にプラスチック・フィルムを使えば曲げても品質を損なわずに表示できるが、製品としては未発売。

## 種類
- マイクロカプセル方式 - Gyriconと同じ方式
- 電子粉流体方式
- 液晶方式 (RLCD) - 異なる波長の光を選択的に反射するコレステリック液晶層を使用して多色カラー表示を行う。2008年末現在、富士通、旭ガラス、富士ゼロックスが開発中。ほか、シャープ[1]なども開発中。
- エレクトロウェッティング方式　- Electrowetting
- 電気泳動方式
- 化学変化方式 - 有機物や無機物の酸化還元反応を利用したもの。2008年末現在、船井電機が開発中[2]

## 電気泳動方式

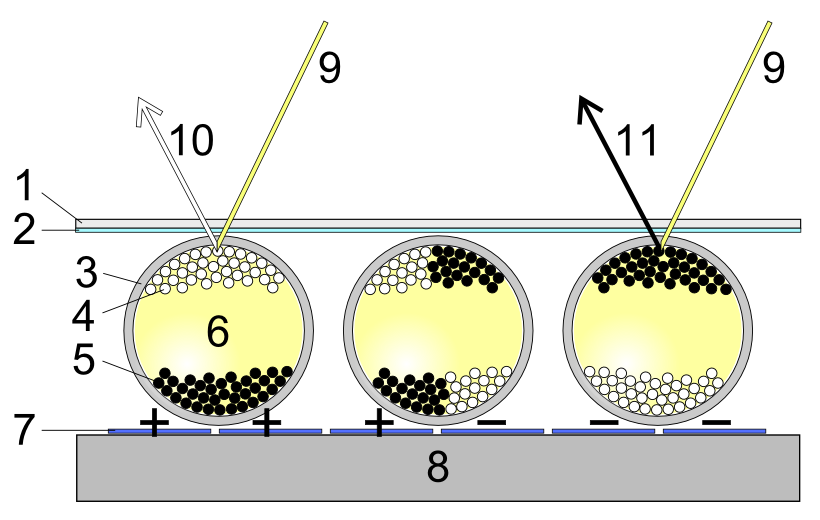
電気泳動方式の構造模式図
1.表面層 2.透明電極(ITO) 3.マイクロカプセル 4.正に帯電した白色顔料 5.負に帯電した黒色顔料 6.透明分散媒(オイル) 7.下部電極 8.支持層 9.外光 10.白色 11.黒色

電子ペーパーの代表的な表示技術に電気泳動方式がある。この方式は米 E Ink 社が開発したもので、流体を収めたマイクロカプセル中で白色と黒色の粒子を電界によって移動させることで白黒の表示を行なうものである。粒子移動型などとも呼ばれる。同様の技術は米 SiPix Imaging 社も開発しており、類似の技術では、流体ではなく空中で白色と黒色の粒子を電界によって移動させるブリヂストン社の方式もある。

### 構造
直径40 マイクロメートル (μm) 程度の透明なマイクロカプセル中に正と負に帯電した白色と黒色の顔料粒子がオイルと共に収められ、カプセルは1層のみ薄く2枚の狭い電極板の間に隙間なく並べられる。表示面となる電極の片側はITOのような透明電極で作られ、反対側の電極は必要な表示解像度の大きさの微小な矩形電極で構成される。
外部の制御回路からの電圧印加によって2枚の電極間に電界が生じ、正と負に帯電した白色と黒色の顔料粒子がオイル中を泳動して、いずれか電圧によって選ばれた色の顔料粒子がカプセルの表示面側に集まることで、白黒の表示を行い、微小な電極によって作られる各画素ごとに白黒の表示が選ばれる。電圧を切っても顔料粒子は簡単には動かないため、印刷物のように読み取れる。

### 特性
他の多くの電子ペーパー同様に、画像保持の為の電気は全く必要とせず、画像の書き換え時にも少しの消費電力で済む。
2013年現在の技術でも、電気泳動方式では、新聞紙やレーザープリンターによって印刷出力されたコピー紙と比べても遜色ない表示品質が得られる。
| 表示媒体                    | 反射率  | コントラスト |
| --------------------------- | ------- | ------------ |
| 電子ペーパー (電気泳動方式) | 44%     | 15対1        |
| 新聞紙                      | 40～65% | 7対1         |
| コピー用紙                  | 80%     | 20対1        |
2008年末で単純な白黒画像の更新時間は0.3 - 0.7秒である。2008年春にセイコーエプソンが電気泳動方式専用の駆動ICを開発し、最大では16個の領域に対して同時に書き換えられるので、応答性の良い電子ペーパーが実現出来る。
広い視野角を持ち、白黒の活字印刷のようなコントラストの強いモノクローム表示には最適であるが、白黒の中間調では一度白黒を反転させて以前の残像を消す必要から画像更新時間は単純な白黒画像に比べて2倍以上の時間が掛かりスクロール表示には向かない。中間調はパルス幅変調などで実現される。
カラー化は液晶パネルと同様に、画素ごとに色の異なるカラーフィルタを重ねることで実現されるが、白黒では反射光を利用しているために40%だった白色の反射率が、赤・緑・青の3つのカラーフィルタからの反射光の合成によって白色を作るために13%程度にまで落ちて、暗い画面になるのが欠点である。
電子ペーパーは液晶ディスプレイや有機ELほど水蒸気の侵入に対して敏感ではないことや、反射型なので背面は不透明で良い点、元々視野角が広い事、バックライトが必要無い事、などの理由により、こういった薄型表示パネルの中では最も早い時期に、実用的な曲げても使えるディスプレイを実現出来ると考えられている。ただ、2009年1月現在、どの方式のものも商品化までには至っていない。
また、将来量産されれば、同じ大きさの液晶ディスプレイと比べても、偏光板がいらない分だけ低コストで製造できると考えられる。

## エレクトロデポジション方式
高い反射率を示す白色の二酸化チタン(TiO2)粒子を分散させたゲル状の固体電解質にヨウ化銀を溶解させて、電極間に電圧を印加すると、電気化学反応によって固体電解質の中に溶解していた銀イオンが表示側の透明電極上に析出し、黒色表示となり、消去時には逆の電位を印加して析出した銀を固体電解質に溶出させれば白色のゲル状固体電解質によって白色表示に戻る。

## 可動フィルム方式
かわら屋根状に重ねられた白インクが塗られたフィルムの隙間から黒インクが塗られたフィルムを出し入れする方法で、黒インクが塗られたフィルムの代わりにシアン、マゼンタ、イエローのフィルムを隙間から出し入れすることで減法混色方式によってカラー表示もできる。

## エレクトロクロミック方式
エレクトロクロミック方式の表示デバイスは透明電極に染料を吸着させて両電極から電解質溶液を通して電圧を印加して有機染料を電気的に可逆的に酸化・還元状態にすることにより発色させる。

## ツイストボール方式
ツイストボール表示方式は電界や磁界によって2色に塗り分けられた帯電球体や円柱状素子を回転させて表示する方式で球状ツイストボール方式は、たとえば白と黒のように半球面ごとに色と10 - 100μｍの球径の帯電状態が異なるボールを、一対の電極に挟まれた透明な絶縁性シートに埋め込む。ボール径よりも少し大きめのキャビティ内のシリコンオイルのような絶縁性液体中に支持されていて直接絶縁性シートとは接触していない2色ボールは電圧を印加すると帯電していて回転して半球面のどちらか一方が表示される、回転したボールは電圧の印加を止めても静電吸着などによりキャビティの壁に固定するので表示が維持され、印加電圧の極性を変えるれば異なる色を表示可能。磁気ツイストボール方式では電圧の印加により回転・駆動する代わりに磁性を帯びた2色ボールを磁石によって回転駆動する。

## 円柱状ツイスト方式
円柱状ツイスト方式は別名さやエンドウ型表示方式ともいわれ、帯電状態が異なる白と黒の2色の樹脂が芯構造で埋められている円柱状透明樹脂の鞘の中に電圧を印加すると、ツイストボールと同様に円柱が回転して白色か黒色を表示する。

## 粉体移動方式
粉体移動方式表示デバイスには電子粉流体方式と帯電トナー型表示方式があり、前者は粒体と流体との中間的な性質を示し、高速応答性、高反射率、広視野角、低消費電力、メモリー性を有し、コストも液晶に比べて安いとされる白色の電子粉流体が使用され、浮遊状態になるとカサ密度が10倍近くまで増加して高い流動性を有し、電気に敏感に反応して帯電時には粒子同士が反発する性質がある。一方、後者の帯電トナー型表示方式では一対の電極基板にはさまれた空間にお互いに異なる光学特性（白、黒の色）と帯電特性をもった２種類の絶縁性粒子が封入されており、基板と基板の間は空気などの気体で、表示面側の基板は透明電極と透明基材からなり、帯電したトナー粒子を電界によって移動させて文字や画像を表示する方式で基板内面に付着した粒子を外部から基板を通して視認できる。

## エレクトロウェッティング方式
エレクトロウェッティング方式表示デバイスは、電気泳動式より応答速度が高速で、反射率も高く、カラー化はカラーフィルタを使用して実現するとされ、基板、透明電極、疎水性絶縁膜、着色オイル、水など構成される構造で画素となる着色オイルに電圧をかけることによって表面張力を変化させて着色オイルを変形させて表示させる方法で、電圧を印加しない状態ではオイルの色が表示されるが、電圧を印加するとオイルが変形（移動）して基板の白が表示される。

## サーマル方式
可逆式感熱紙で、光散乱方式と発色方式があり、前者の光散乱方は透明状態と白濁状態を熱による相分離、または相変化により可逆的に変化させることで光散乱や屈折率、透過率の変化を利用する物理変化型である。室温で高分子中に脂肪酸結晶があっても、空隙が存在しないために光を透過して透明だが、この状態で加熱すると高分子がガラス転位点以上となり、脂肪酸結晶が融解する。この状態で急冷すると樹脂は固化するが、脂肪酸は過冷却となりすぐに結晶化せず、しばらくしてから結晶化するために光は散乱されて白濁状態となる。後者は感熱記録紙で使用されているロイコ染料の発色現象を、熱制御して書き換えを可能とする。化学構造が変化して発色する化学変化型で、単独で無色のロイコ染料が酸性物質の顕色剤と結合して発色する。

## 磁気泳動方式
磁気泳動方式表示デバイスは白色の顔料を懸濁させたセルまたはマイクロカプセルに磁性粉を入れて磁界の印加によって磁性粉を移動させて表示させる。電子ペーパーの黎明期からある表示方法だが、構造上、解像度やコントラストが低く、長時間の印字保持は困難だったが、それも近年開発された磁気泳動とサーマルプリンター技術を組み合わせたカラー化の可能性もある磁気通電感熱方式によって過去のものになりつつある。磁気通電感熱方式では樹脂フィルムで挟まれ固化した層状のワックスに磁性粉を閉じ込めたペーパー状のメディアに対し、サーマルヘッドかマトリックス電極と磁界を組み合わせたプリント方法によって表示、消去を行う。

## 実用例
- 各種携帯電話
  - MOTOFONE - Motorola社製の40米ドルと廉価な携帯電話で、新興国向けに1,000万台が販売された。メイン画面に電子ペーパーを使用
  - W61H、W62CA、CA002、SH002、URBANO AFFARE (SOY05) - auブランドを展開するKDDI社、および沖縄セルラー電話社が2008年、2009年、2011年に販売した。このうちW62CA、CA002、SH002、URBANO AFFAREはいずれもサブ・ディスプレイに使用し時刻表示が常に行える。W62CAでは液晶のガラスが外部に露出しないので頑丈とされた。W61Hはセグメントマトリクス方式のため時計は表示出来ない。
- 電子書籍リーダー
  - Amazon Kindle （Amazon.com社、携帯無線端末型、6型画面、800×600画素、4階調）
  - LIBRIe （Sony、6型画面、800✕600画素、4階調　※現在は生産終了）
  - Sony Reader（Sony、6型画面〈PRS-350のみ5型画面〉、600✕800画素、16階調　※PRS-T1はWi-Fi対応、PRS-G1は3G＆Wi-Fi対応）
  - biblio leaf SP02（au〈KDDI／沖縄セルラー電話〉、6型画面、600✕800画素）
  - iLiad （8.1型画面、768×1024画素、16階調）[4]
  - 楽天 kobo Touch （Kobo社、6型画面、600×800画素、16階調）[5]
- 電子ノート
  - クアデルノ
  - remarkable
- E ink タブレット
  - Boox
  - Huawei Matepad Paper
- デジタルサイネージ
  - JR飯田橋駅構内（東口改札口）で748mm×520mmのデジタルサイネージが2004年11月から2005年9月まで使用（凸版印刷、NECネッツエスアイ株式会社）[6]
  - 愛知万博では133型のデジタルサイネージの見本が展示された（凸版印刷、読売新聞社）
  - 仙台駅の仙台市地下鉄南北線のホームで、72型のデジタルサイネージ「まちコミ」の運用実験が2007年12月から2008年8月まで行われた（凸版印刷）。[2] 試験終了後、勾当台公園駅、長町駅でも「まちコミ」の運用が開始された[7]
- バス停留所（スマートバス停）
  - 2007年9月10日から9月25日まで神奈川中央交通 本厚木駅バス停の1番乗場で、日立製作所によるA4縦型白黒ディスプレイを2機用いて、「拡大時刻表」と「厚木市行政情報」を表示して実証化を実験した[8]。
- ICカード
  - ワンタイムパスワード・カード（OTP カード）の量産化と認証ソリューションの提供開始（トッパンフォームズ、SiPix）[9]
  - 電池非搭載電子ペーパーICカードの量産化（IBテック、AniCa）[10]
- POP
  - PROJECT VIVIT・POPや遠隔コントロール （VIVIT社、太陽セルで動作するPOPや無線モジュール搭載の遠隔表示コントロール）
- 楽譜
  - GVIDO:２画面電子ペーパー楽譜専用端末（電子ペンを使って譜面への書き込み、消去が可能）[11]

## 開発組織
- E Ink社（イーインク（英語版）社）
- 凸版印刷
- ゼロックス社 - パロアルト研究所
- 富士通 - 富士通研究所
- ブリヂストン社(2012年撤退)[12]
- ポリマービジョン社
- セイコーエプソン社
- 日立製作所
- ブラザー工業
- リクアビスタ
- リコー
- SiPix Imaging 社
- PROJECT　VIVIT